# 棕點盾皮鮠
棕點盾皮鮠，為輻鰭魚綱鯰形目美鯰科的其中一種，為熱帶淡水魚。分布於南美洲巴拉那河上游流域，棲息在底中層水域，體長可達3.8公分，為日行性，生活習性不明。

## 扩展阅读
維基物種上的相關：棕點盾皮鮠